# Xenylla jocquei
Xenylla jocquei är en urinsektsart som beskrevs av Andrè 1988. Xenylla jocquei ingår i släktet Xenylla och familjen Hypogastruridae. Inga underarter finns listade i Catalogue of Life.